# Pastvina
Pastvina, bis 1948 Helldroth, ist eine Einschicht der Gemeinde Studánka (Schönbrunn) in Tschechien. Das erloschene Dorf liegt sechs Kilometer südwestlich von Tachov (Tachau) und gehört zum Okres Tachov.

## Geographie
Die Siedlung Pastvina befindet sich auf einer Hochfläche über den Tälern der Bäche Vesecký potok, Lužní potok und Brtvý potok im böhmischen Teil des Oberpfälzer Waldes (Český les). Nördlich erhebt sich der Polom (Schillingberg, 711 m n.m.), im Nordosten die Rozsocha (Klitscherberg, 758 m n.m.), östlich der Ptáčník (Vogelherd, 691 m n.m.), im Südosten der Brtník (Zeidelberg, 678 m n.m.) sowie südwestlich der Borek (Ohrenberg, 711 m n.m.). Der Ort liegt im Naturpark Český les.
Nachbarorte sind Mýto (Mauthdorf) im Norden, Studánka im Nordosten, Dlouhý Újezd (Langendörflas) und Maršovy Chody (Maschakotten) im Osten, Nové Sedliště (Neu Zedlisch) und die Wüstung Pořejov (Purschau) im Südosten, die Wüstung Bažantov (Wosant) im Süden, Lesná (Schönwald) im Westen sowie Zadní Milíře (Girnberg) und Písařova Vesce (Albersdorf) im Nordwesten. 

## Geschichte
An der Stelle von Pastvina befand sich im Spätmittelalter der Lehnshof Unruhe. Mit dem in den Wäldern zwischen Schönbrunn und Schönwald am Schönwalder Steig gelegenen Hof waren Vasallen der Herrschaft Tachau belehnt. Der Überlieferung nach soll auf dem Klitscherberg (Rozsocha) zum Schutz dieses von Tachau in die Oberpfalz führenden bedeutenden Handelsweges die Feste Unruh gestanden sein. Im Jahre 1523 ist Ernst Stockauer auf Schönbrunn auch als Besitzer von Unruhe nachweisbar. Zu Beginn des 17. Jahrhunderts erwarb der Besitzer des Gutes Langendörflas, Hans Rudolf von Habsberg, auch den Hof Unruhe. Als weiterer Besitzer des Hofes ist in dieser Zeit auch der in den Ritterstand erhobene Landesbote Max Schreiner überliefert. 
Im Jahre 1623 wurde der Hof erstmals unter dem Namen Hölltrot erwähnt. Die Herkunft dieses Namens ist nicht bekannt; möglicherweise geht sie auf die Sage von der durch einen Feuerritter mit Höllenhunden und Windbräuten angeführten und das Land verwüstenden Wilden Jagd am Klitscherberg zurück. Zum Ende des 17. Jahrhunderts wurde der Hof als Helltrath bzw. Hölltroth bezeichnet; er war in dieser Zeit an die vereinigten Güter Langendörflas, Schönwald und Schönbrunn angeschlossen. 1766 verkaufte Maria Franziska Pergler von Perglas das Gut Langendörflas mit Schönbrunn – einschließlich des Färsenhofes Helldroht – an Adam Philipp Losy von Losinthal, der es seiner Fideikommissherrschaft Tachau zuschlug. Im Jahre 1781 erwarb Joseph-Niklas zu Windisch-Graetz die Fideikommissherrschaft Tachau von cden Losy´schen Erben. 1785 bestand Heldroth bzw. Holldrat einzig aus dem Hof. Seit 1815 waren der Einschicht Helldroth neben dem Hof zwei weitere Hausnummern zugerechnet. 
Im Jahre 1835 bestand die im Pilsner Kreis gelegene und nach Schönbrunn konskribierte Einschicht Helldroth aus drei Häusern, darunter dem zeitlich verpachteten Hof sowie einer südlich im Tal gelegenen Mühle. Pfarrort war Tachau, der Schulunterricht erfolgte in Schönbrunn. Bis zur Mitte des 19. Jahrhunderts blieb die Ansiedlung dem an die Familienfideikommissherrschaft Tachau angeschlossenen Gut Langendörflas mit Schönbrunn untertänig, Besitzer waren die Grafen Windisch-Graetz. In dieser Zeit erfolgte eine Parzellierung des Färsenhofes; vor allem entlang der über Waldheim nach Bayern führenden Schönwalder Straße entstanden mehrere neue Häuser sowie abseits eine Abdeckerei.
Nach der Aufhebung der Patrimonialherrschaften bildete Helldrot ab 1850 einen Ortsteil der Gemeinde Schönbrunn im Bezirk und Gerichtsbezirk Tachau. Im Jahre 1869 hatte das Dorf 90 Einwohner und bestand aus zwölf Häusern. Besitzer des Hauses Nr. 1 war die Steinmetzfamilie Hochmuth, die mehrere Kleindenkmale in der Umgebung schuf. 1887 wurde die Kapelle errichtet. Im Jahre 1900 lebten in Helldroth 85 Personen, 1910 waren es 88. Nach dem Zusammenbruch der k.k. Monarchie wurde das Dorf 1918 Teil der neu gebildeten Tschechoslowakei. Beim Zensus von 1921 lebten in den 16 Häusern des Ortes 92 Deutsche. Ab 1923 war Helldroth nach Schönwald eingepfarrt. Im Jahre 1930 bestand Helldroth aus 17 Häusern, darunter zwei Wirtshäuser und ein Hegerhaus; das Dorf hatte 87 Einwohner. Nach dem Münchner Abkommen wurde Helldroth im Herbst 1938 dem Deutschen Reich zugeschlagen und gehörte bis 1945 zum Landkreis Tachau. Am 22. und 23. April 1945 wurden in Schönwald zwei auf dem Weg zum Stammlager Flossenbürg befindliche Todesmärsche mit Häftlingen der KZ-Außenlager Zwickau und Lengenfeld gestoppt und über Helldroth, Maschakotten und Alt Zedlisch ins böhmische Landesinnere umgeleitet. Hinter Helldroth wurden zwei Massengräber mit zehn bzw. sechs Toten angelegt. Nach dem Ende des Zweiten Weltkrieges wurde Helldroth wieder Teil der Tschechoslowakei. Die deutschböhmische Bevölkerung wurde vertrieben, im Ort verblieb nur die deutsch-tschechische Familie Hollick. 1948 wurde Helldroth in Pastvina umbenannt. Die Schönwalder Straße verlor mit der Errichtung des Eisernen Vorhangs ihre Bedeutung als grenzüberschreitender Verkehrsweg. Im Jahre 1950 lebten in den drei Häusern von Pastvina nur noch acht Personen. Der Ortsteil Pastvina wurde 1960 aufgehoben. Die verlassenen Häuser und die Kapelle wurden dem Verfall überlassen. Heute besteht Pastvina nur noch aus einem Haus (Nr. 8) und der restaurierten Kapelle; die ehemalige Schönwalder Straße ist nur noch ein Fahrweg.

## Ortsgliederung
Pastvina ist Teil des Katastralbezirks Studánka u Tachova.

## Sehenswürdigkeiten
- Kapelle des hl. Adalbert, errichtet 1887. Das nach dem Zweiten Weltkrieg verfallene Bauwerk wurden 1995 mit Unterstützung ehemaliger deutscher Bewohner restauriert und am 7. September 1997 geweiht.
- Wegkreuz gegenüber dem Haus Nr. 8, erhalten ist nur der Sandsteinsockel
- Schautafel zu den Todesmärschen von 1945